# Johann Grüninger
Johannes Reinhard, alias Hans Grüninger (né vers 1455 à Grüningen, aujourd'hui appelée Markgröningen; † vers 1532 à Strasbourg), est un imprimeur et éditeur alémanique. Il est l'un des grands représentants de la tradition strasbourgeoise des incunables illustrés.

## Biographie

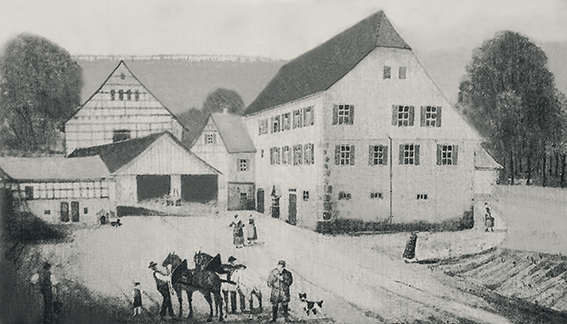
Le Haut-Moulin de Markgröningen, où Grüninger a sans doute passé son enfance.

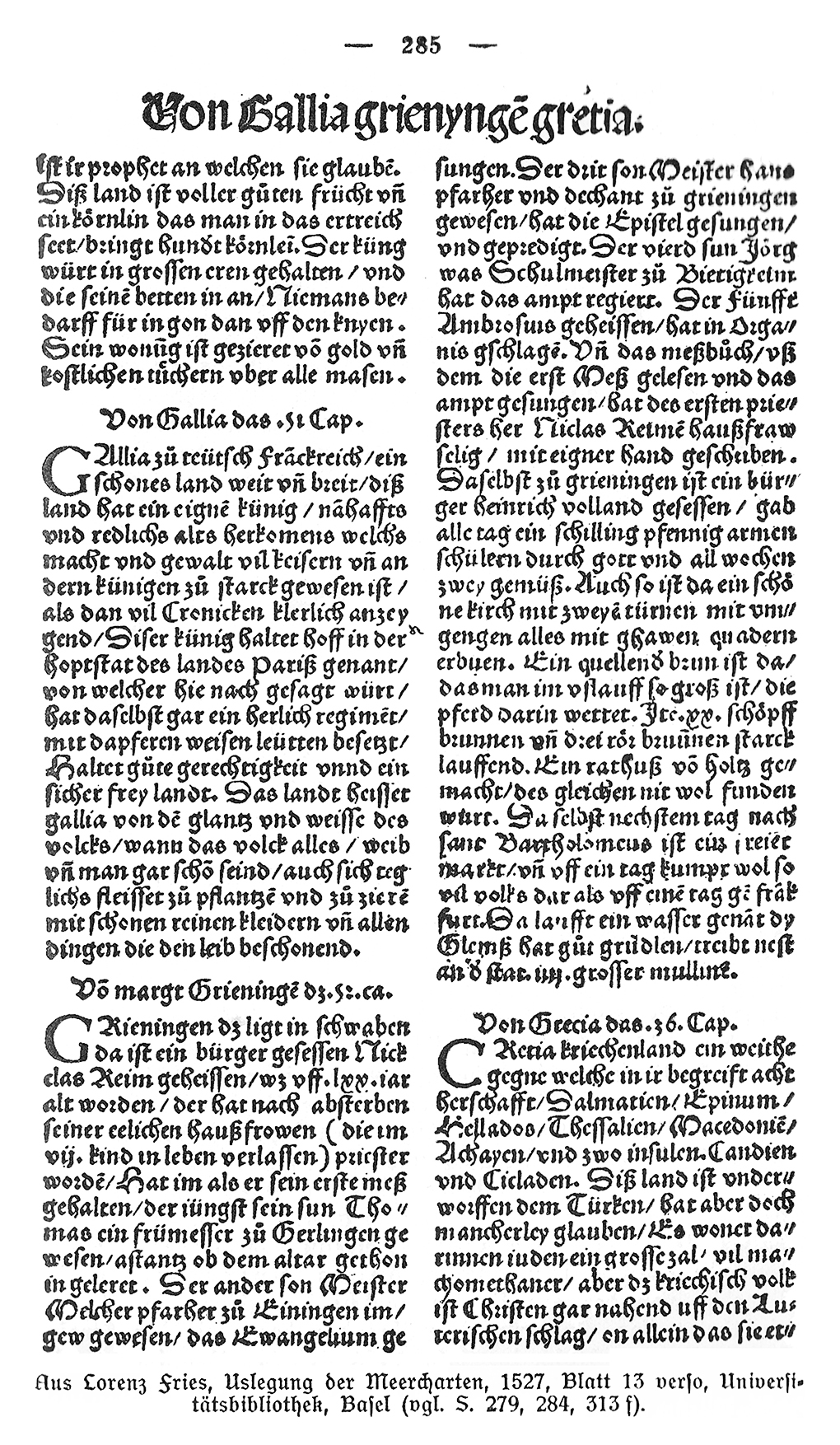
Préface de Grüninger publiée par Lorenz Fries sur son village natal, Margt Grieningen (fac-simile in Römer, 1933, p. 285)

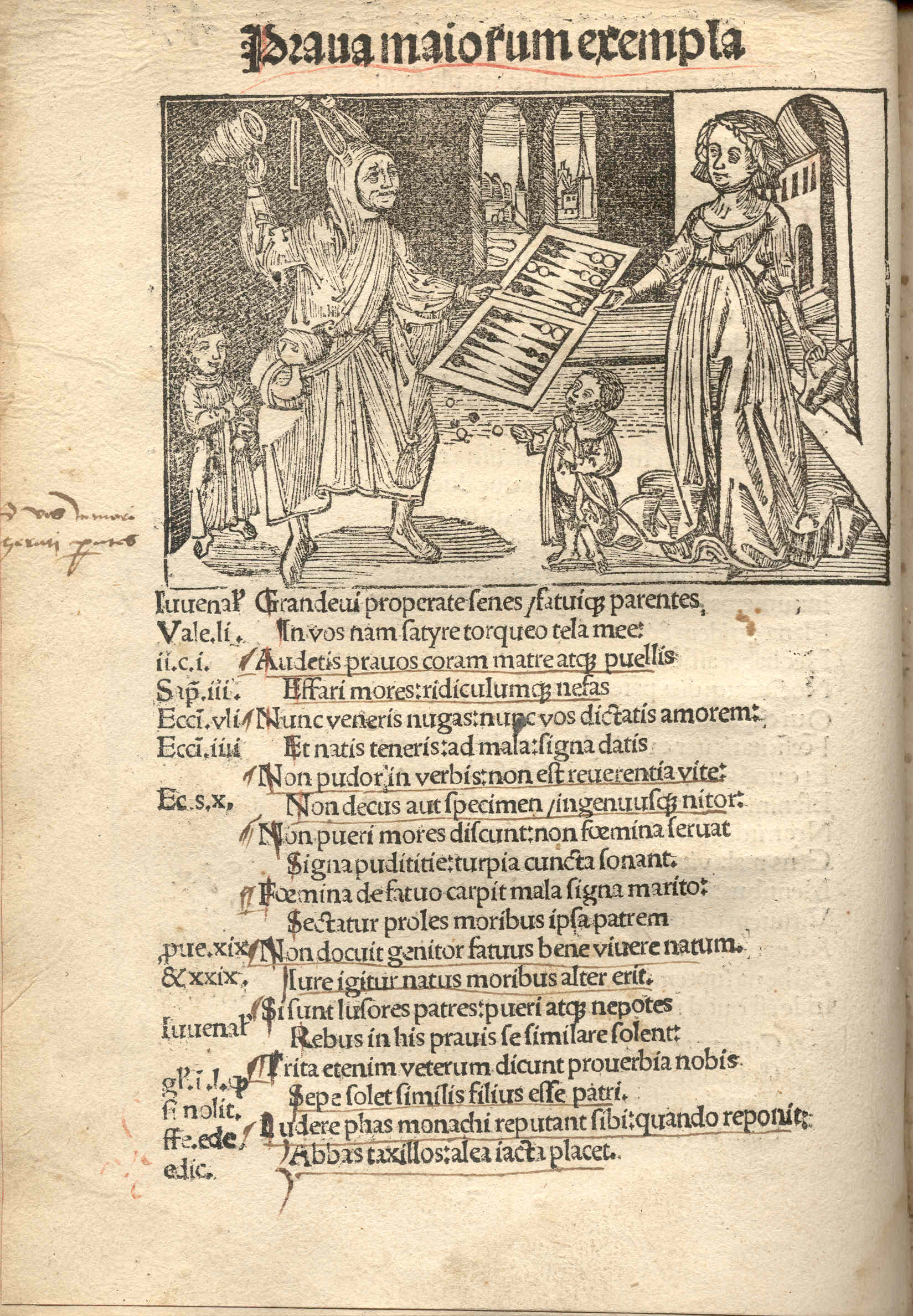
D'après La Nef des Fous de Sébastien Brant : Stultifera Navis per Jacobum Locher in latinum traducta. Incunable de Johann Grüninger, Strasbourg, 1er juin 1497

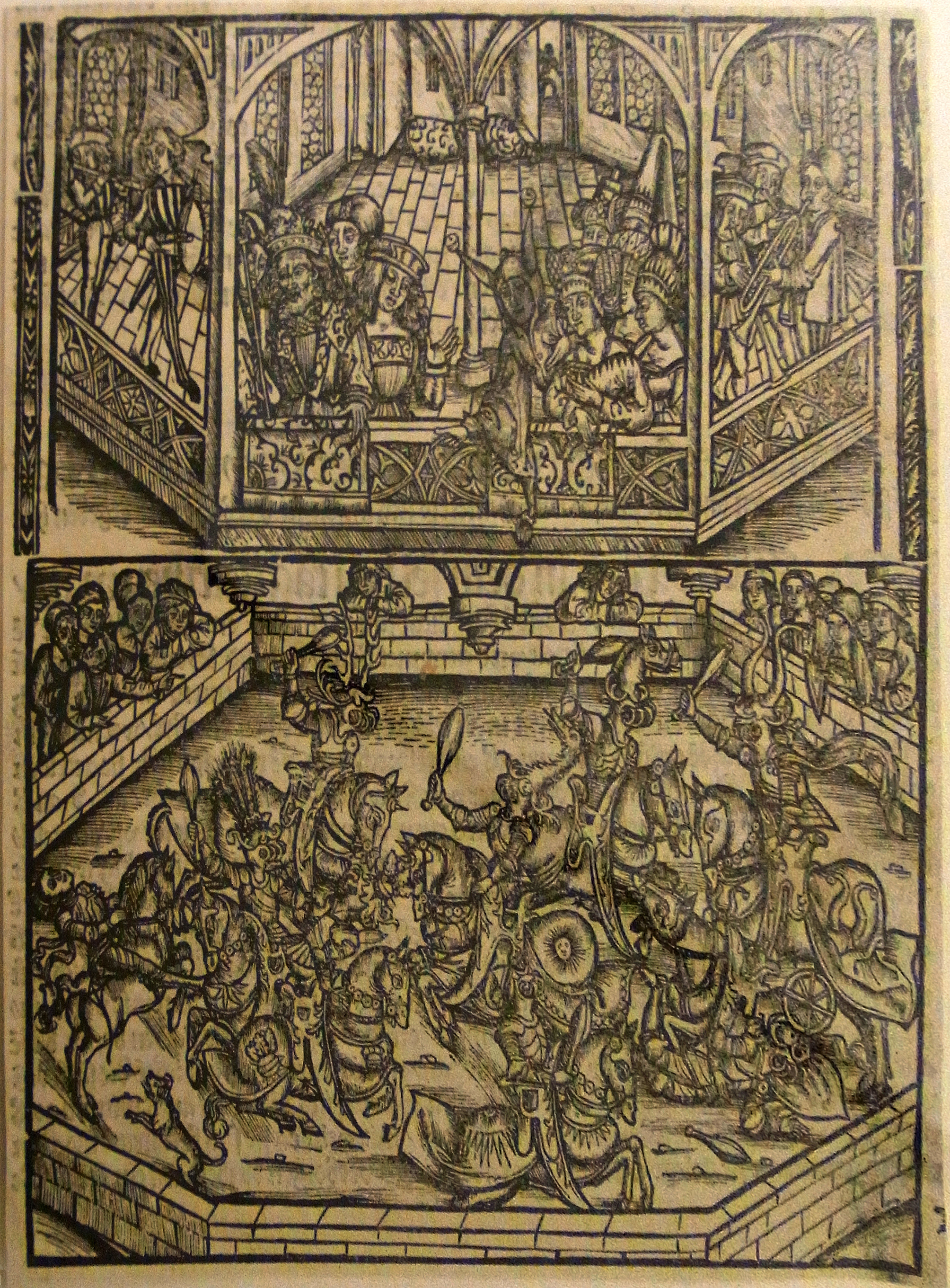
Gravure de Hans Grüninger pour la scène du tournoi de Hans von Bühel: Königstochter von Frankreich

Hans Grüninger, qui prit le nom de sa ville de naissance (Grüningen), est né à l'„Oberen Mühle“ de Markgröningen. Il fit son apprentissage d'imprimeur à Venise et à Strasbourg. Il fonde son propre atelier d'imprimerie à Strasbourg en 1483, et se spécialise très vite dans les livres illustrés de bois gravés.
Il publia au cours de sa carrière à Strasbourg quelque 300 livres dont il était souvent aussi l'éditeur :  livres de piété comme l'Hortulus Animæ, contes populaires, légendes, romans, dictionnaires, traités, livres de géographie. Outre les classiques latins, il publia les œuvres de plusieurs humanistes contemporains, par ex. Wimpheling, Brant et von Hutten, ainsi que les sermons de Jean Geiler de Kaysersberg. Il n'adhéra guère aux idées de la Réforme ; son atelier diffusa même des brochures anti-Luther.
Des presses de Grüninger sortirent la dixième édition de la Bible allemande, entre autres l'édition illustrée de Heinrich Vogtherr l'Ancien, appelée Bible Grüninger, et la réimpression d'un manuel de médecine, le Buch der Cirurgia. Hantwirckung der Wundartzny de Hieronymus Brunschwig. Parmi ses éditions les plus célèbres, il faut mentionner La Nef des fous de Sébastien Brant traduite en latin par Jakob Locher. Le pamphlet en vers « Le Grand Fou Luthérien » de Thomas Murner (Von dem groszen Lutherischen Narren), publié par Grüninger en 1522, a été censuré et il n'en subsiste plus aujourd'hui que de très rares exemplaires.
Comme Grüninger ne possédait pas de caractères grecs, il les grava lui-même dans le bois à chaque fois qu'il devait en insérer (par ex. dans les Libri philomusi de Locher). Les poinçons en bois de Grüniger sont fort proches des poinçons en cuivre.

## Postérité
Les caractères mobiles de Grüninger étaient fort réputés en leur temps pour la beauté de leur dessin et la netteté de leur tracé. Grüninger utilisa jusqu'à 25 polices de caractères ; l'une des plus remarquables est sa  police gothique « à la Lyonnaise ».
Il est probable que l'édition princeps de Till l'Espiègle soit sortie de ses ateliers de Strasbourg en 1500, car la première mention authentique de ce recueil nous est fournie par le colophon de l'édition strasbourgeoise de 1515 : « Getruckt von Johannes Grieninger in der freien stat Straßburg vff sant Adolffo tag Im iar MCCCCCXV. »; ce petit livre, bestseller de l'édition allemande, a été depuis traduit en 284 langues. Les plus anciennes versions du texte que nous possédions remontent à l'hiver 1510-11.
Ses fils Christophe et Barthélémy reprirent l'imprimerie à la mort de leur père.
Il y a aujourd'hui un lycée Hans-Grüninger à Markgröningen. Le « passage (Weg) Hans-Grüninger » menait naguère à l’Oberen Mühle de Glemstal, rasé depuis, et qu'on appela par la suite „Renhards-Mühle“.